# ルック (アパレル)
株式会社ルックホールディングス（LOOK HOLDINGS INCORPORATED）は、婦人服等の企画・販売を手掛ける日本の企業。

## 概要
1962年に株式会社レナウンルックとして設立。主に婦人服等の製造・輸入・企画・販売を手掛けており、「A.P.C.」「marimekko」「IL BISONTE」などを日本で展開している。
2018年1月に持株会社制へ移行。株式会社ルック（初代）は株式会社ルックホールディングスへ商号変更され、事業は新設分割で設立した株式会社ルック（2代）が継承した。

## 沿革
- 1962年-資本金100万円にて「株式会社レナウンルック」設立、ドレス・コートの製造販売を開始
- 1964年5月	本社工場(東京都東村山市・のちに東京工場へ名称変更)を設置し自社による生産を開始
- 1968年2月	宮城県登米郡中田町に中田工場を設置
- 1970年4月	岩手県気仙郡住田町に住田工場を設置
- 1970年12月	岩手県稗貫郡大迫町に大迫工場を設置
- 1972年8月	本店を東京都目黒区に移転
- 1977年1月	大阪支店を大阪市西区に設置
- 1981年	東京証券取引所市場第二部に上場
- 1986年	東京証券取引所市場第一部に指定替え上場
- 1988年	韓国に合弁会社「(株)サンバンウルルック」(1998年に(株)アイディールックに商号変更)を設立
- 1989年	東雲商品センターを東京都江東区に設置
- 1994年	資本金57億6,916万円となる
- 2002年	商号を「株式会社ルック」に変更
- 2004年2月20日	日本国内全工場を閉鎖し、生産技術部門を東村山事業所へ集約を公表
- 2004年8月	中田工場及び住田工場を閉鎖
- 2004年10月	大迫工場を閉鎖、これにより国内生産から完全撤退した
- 2008年	商品センターを千葉県習志野市に移転（習志野商品センター）千葉県習志野市に「(株)エル・ロジスティクス」を設立
- 2010年4月	「A.P.C.Japan(株)」（東京都渋谷区）を完全子会社化
- 2010年4月	 東村山事業所を閉鎖（敷地は家具販売・ホームセンター運営の㈱島忠へ売却）
- 2011年	東京都目黒区に「(株)ルックモード」を設立
- 2012年	創立50周年 資本金63億4,093万円となる
- 2013年	A.P.C.Japan(株)を東京都目黒区に移転
- 2014年	「(株)レッセ・パッセ」（東京都渋谷区）を子会社化
- 韓国ソウル市に「(株)アイディージョイ」を設立
- 2018年	「株式会社ルック」は、会社分割による純粋持ち株会社へ移行、「株式会社ルックホールディングス」に商号変更。アパレル事業部門を「株式会社ルック」が継承
- 2019年	「(株)レッセ・パッセ」（東京都渋谷区）を完全子会社化 「Bisonte Italia Holding S.r.l.」（イタリア・ミラノ）の全株式取得により、「Il Bisonte S.p.A.」を完全子会社化 本社を東京都港区に移転
- 2020年	商品センターを千葉県船橋市に移転(船橋商品センター)

## 展開ブランド
- A.P.C.
- IL BISONTE
- IL BISONTE UOMO
- KEITH
- CLAUS PORTO
- SCAPA
- marimekko
- LAISSE PASSE
- Repetto

## グループ会社

### 国内
- 株式会社ルック
- A.P.C.Japan株式会社
- 株式会社ルックモード
- 株式会社エル・ロジスティクス

### 海外
- 株式会社アイディールック
- 株式会社アイディージョイ
- Il Bisonte S.p.A.